# Батс, Жоэль
Жоэль Батс, Жоэль Бат (фр. Joël Bats; 4 января 1957, Мон-де-Марсан) — французский футболист и тренер. Выступал за сборную Франции.

## Биография

### Клубная карьера
Батс начал свою футбольную карьеру в клубе «Сошо» в 1974 году. В течение шести сезонов Жоэль выступал за «Сошо», а в 1980 году перешёл в «Осер», где сразу стал основным вратарём. В «Осере» Батс провёл пять сезонов, проведя в них 184 матча. В 1985 году Жоэль перешёл в «Пари Сен-Жермен». В своём первом же сезоне за «ПСЖ» Батс стал чемпионом Франции сезона 1985/86, в котором Батс провёл 38 матчей. В «ПСЖ» Батс за семь сезонов отыграл 254 матча. В 1992 году завершил свою игровую карьеру.

### Карьера в сборной
В национальной сборной Франции Жоэль Батс дебютировал 7 сентября 1983 года в матче против датчан, который завершился поражением французов со счётом 1:3. В 1984 году Батс участвовал в чемпионате Европы, который проходил во Франции. Жоэль был основным вратарём сборной, которая стала чемпионом континента, в финале обыграв сборную Испании со счётом 2:0.
На чемпионате мира 1986 Батс был также основным вратарём, его команда заняла третье место. Всего Батс провёл 50 матчей за сборную, в 1989 году Жоэль завершил свою международную карьеру.

### Тренерская карьера
После завершения игровой карьеры Батс остался в «ПСЖ» в качестве тренера вратарей. В 1994 году Батс стал ассистентом главного тренера «ПСЖ» Луиса Фернандеса. В 1996 году Жоэль возглавил «ПСЖ» вместе с Рикардо Гомесом, который значился как главный тренер, а Батс являлся вторым главным тренером. В 1998 году Жоэль стал главным тренером клуба «Шатору», но больших успехов с клубом не достиг. В 2000 году Батс стал тренером вратарей в клубе «Олимпик» из Лиона, где работал 17 лет. В 2018 последовал за бывшим менеджером «Лиона» Реми Гардом в канадский клуб «Монреаль Импакт». 21 августа 2019 года Батс был уволен вместе с Гардом.

## Достижения
Клубные:
- Чемпион Франции: 1986

Национальные:
- Чемпион Европы: 1984
- Бронзовый призёр чемпионата мира: 1986